# Primeira Divisão de Hóquei Indoor (Sala) Masculino
O hóquei de sala (Indoor Hockey, em inglês) é uma variante do hóquei em campo, é um desporto praticado por duas equipas de 6 jogadores (5 Jogadores e 1 Guarda Redes). Um jogo divide-se em duas partes de 25 minutos, o objetivo do jogo é tentar marcar o maior número de golos possíveis, conduzindo a bola por intermédio de um stick. O hóquei de sala foi criado na Alemanha nos anos 1950, se espalhando rapidamente pelos outros países europeus. Este Campeonato e organizado pela FPH (Federação Portuguesa de Hóquei). O Associação Desportiva de Lousada é o clube com mais campeonatos (18).

## Vencedores
| Campeonato Português da Primeira Divisão de Hóquei de Sala (Indoor) | Campeonato Português da Primeira Divisão de Hóquei de Sala (Indoor) | Campeonato Português da Primeira Divisão de Hóquei de Sala (Indoor) | Campeonato Português da Primeira Divisão de Hóquei de Sala (Indoor) |
| Época                                                               | Vencedor                                                            | Resultados                                                          | Finalista Vencido                                                   |
| ------------------------------------------------------------------- | ------------------------------------------------------------------- | ------------------------------------------------------------------- | ------------------------------------------------------------------- |
| 2024-25                                                             | AD Lousada                                                          | 8 – 2                                                               | Casuals HCC                                                         |
| 2023-24                                                             | AD Lousada                                                          | 11 – 5 (2 – 3)                                                      | Casa Pia AC                                                         |
| 2022-23                                                             | AD Lousada                                                          | 15 – 8 (25 – 10 ag)                                                 | AD Lousada                                                          |
| 2021-22                                                             | AD Lousada                                                          | 3 – 2, Prolongamento (3 – 1)                                        | Casa Pia AC                                                         |
| 2020-21                                                             | Casa Pia AC                                                         | 5 – 5 (2 – 4 g.p.)                                                  | AD Lousada                                                          |
| 2019-20                                                             | AD Lousada                                                          | 7 – 4                                                               | Casa Pia AC                                                         |
| 2018-19                                                             | AD Lousada                                                          | 3 – 2                                                               | Casa Pia AC                                                         |
| 2017-18                                                             | AD Lousada                                                          | 5 – 5 (1 – 4 g.p.)                                                  | Casa Pia AC                                                         |
| 2016-17                                                             | AD Lousada                                                          | 6 – 3                                                               | Atlético CP                                                         |
| 2015-16                                                             | Atlético CP                                                         | 4 – 4 (3 – 2 g.p.)                                                  | AD Lousada                                                          |
| 2014-15                                                             | GD Carris                                                           | –                                                                   |                                                                     |
| 2013-14                                                             | AD Lousada                                                          | 4 – 3                                                               | GD Carris                                                           |
| 2012-13                                                             | AD Lousada                                                          | –                                                                   |                                                                     |
| 2011-12                                                             | AD Lousada                                                          | –                                                                   |                                                                     |
| 2010-11                                                             | AD Lousada                                                          | –                                                                   |                                                                     |
| 2009-10                                                             | AD Lousada                                                          | –                                                                   |                                                                     |
| 2008-09                                                             | AD Lousada                                                          | –                                                                   |                                                                     |
| 2007-08                                                             | AD Lousada                                                          | –                                                                   |                                                                     |
| 2006-07                                                             | AA Espinho                                                          | –                                                                   |                                                                     |
| 2005-06                                                             | AD Lousada                                                          | –                                                                   |                                                                     |
| 2004-05                                                             | AD Lousada                                                          | –                                                                   |                                                                     |
| 2003-04                                                             | AD Lousada                                                          | –                                                                   |                                                                     |
| 2002-03                                                             | AA Espinho                                                          | –                                                                   |                                                                     |
| 2001-02                                                             | AA Espinho                                                          | –                                                                   |                                                                     |
| 2000-01                                                             | AA Espinho                                                          | –                                                                   |                                                                     |
| 1999-00                                                             | AA Espinho                                                          | –                                                                   |                                                                     |
| 1998-99                                                             | AA Espinho                                                          | –                                                                   |                                                                     |
| 1997-98                                                             | SC Porto                                                            | –                                                                   |                                                                     |
| 1996-97                                                             | SC Porto                                                            | –                                                                   |                                                                     |
| 1995-96                                                             | AA Espinho                                                          | –                                                                   |                                                                     |
| 1994-95                                                             | AA Espinho                                                          | –                                                                   |                                                                     |
| 1993-94                                                             | AA Espinho                                                          | –                                                                   |                                                                     |

## Palmarés
| Equipa      | Títulos | Épocas |
| ----------- | ------- | --- |
| AD Lousada  | 18      | 2003/04, 2004/05, 2005/06, 2007/08, 2008/09, 2009/10, 2010/11, 2011/12, 2012/13, 2013/14, 2016/17, 2017/18, 2018/19, 2019/20, 2021/22, 2022/23, 2023/24, 2024/25 |
| AA Espinho  | 9       | 1993/94, 1994/95, 1995/96, 1998/99, 1999/2000, 2000/01, 2001/02, 2002/03, 2006/07                                                                                |
| SC Porto    | 2       | 1996/97, 1997/98 |
| GD Carris   | 1       | 2014/15 |
| Atlético CP | 1       | 2015/16 |
| Casa Pia AC | 1       | 2020/21 |